# تل الصراط
تل الصراة قرية سورية تتبع ناحية اليعربية في منطقة المالكية التابعة لمحافظة الحسكة. بلغ عدد سكانها 424 نسمة عام 2004.تقع على بعد 7 كم تقريبا إلى الغرب من بلدة اليعربية.فيها مسجد ومدرسة وتل أثري لم يستكشف بعد.